# Cronquistianthus
Cronquistianthus é um género botânico pertencente à família Asteraceae.
Contém as seguintes espécies:
- Cronquistianthus bulliferus
- Cronquistianthus loxensis
- Cronquistianthus niveus
- Cronquistianthus origanoides
- Cronquistianthus rosei